# Права человека в Турецкой Республике Северного Кипра
Права человека на Северном Кипре декларируются и защищаются согласно конституции Северного Кипра. 
Тем не менее правозащитные организации и отдельные наблюдатели сообщают о случаях нарушения прав различных меньшинств, о пытках, об ограничении свободы передвижения, свободы религии, свободы слова, права на образование, права собственности, права перемещённых лиц, а иногда и о нарушениях права на жизнь. Особенно острой проблемой являются права киприотов-греков, перемещённых с территории Северного Кипра в результате турецкого вторжения на остров в 1974 году, и в частности их права собственности и право на возвращение. Эти вопросы являются одним из основных пунктов продолжающихся переговоров по решению кипрского конфликта. 
Согласно докладу Государственного департамента США за 2001 год, права человека на Северном Кипре в целом соблюдались, хотя предметом обеспокоенности признавались деятельности полиции и ограничение права на свободу передвижения. В январе 2011 года в докладе Управления Верховного комиссара Организации Объединенных Наций по правам человека по вопросу о правах человека на Кипре отмечалось, что продолжающееся разделение Кипра продолжает оказывать влияние на права человека на территории всего острова, «... включая право на свободу передвижения, случаи пропажи без вести, случаи дискриминации, нарушение права на жизнь, свободы религии и экономических, социальных и культурных прав». 

## Свободы

### Демократические свободы
Freedom House в своём докладе «Свобода в мире» определяет уровень политических свобод на Северном Кипре как «свободный» с 2000 года. В январе 2014 года Freedom House снова классифицировал Северный Кипр как «свободный» как в политических правах, так и в гражданских свободах. 

Отчёт Freedom House за 2009 год. Северный Кипр помечен как свободная страна.

В январе 2009 года Фонд прав человека турок-киприотов сообщил, что «грекам-киприотам и маронитам [Северного Кипра] запрещено участвовать в "национальных" выборах на Северном Кипре». Государственный департамент США также заявил, что «грекам и маронитам было запрещено участвовать в " национальных" выборах, хотя они имели право голосовать на выборах в греческой части острова, но для этого им было необходимо ехать в контролируемый правительством Республики Кипр район, чтобы воспользоваться своим правом». Государственный департамент США также отметил, что выборы на Северном Кипре в 2009 и 2010 годах были свободными и справедливыми и что «власти не ограничивали действия политической оппозиции, а членство или в доминирующей партии не давало гражданам каких-либо формальных преимуществ». 

### Свобода от пыток
В январе 2009 года Фонд по правам человека турок-киприотов (TCHRF) признал, что «полиция часто прибегает к пыткам и негуманному обращению, и адвокаты и TCHRF требуют от властей провести беспристрастное расследование таких случаев». 

### Свобода религии
Конституция Северного Кипра защищает свободу религии и постановляет, что Северный Кипр является светским государством. В докладе Государственного департамента США в 2002 году указывалось, что свобода вероисповедания защищена законом на Северном Кипре, и правительство в целом уважает свободу вероисповедания. В докладе Госдепартамента США о свободе вероисповедания в 2007 году также указывалось на то, что «власти турок-киприотов в целом соблюдали это право на практике». В 2009 году Международная правозащитная группа меньшинств также сообщила, что турецкие власти Кипра в целом уважают свободу вероисповедания. 

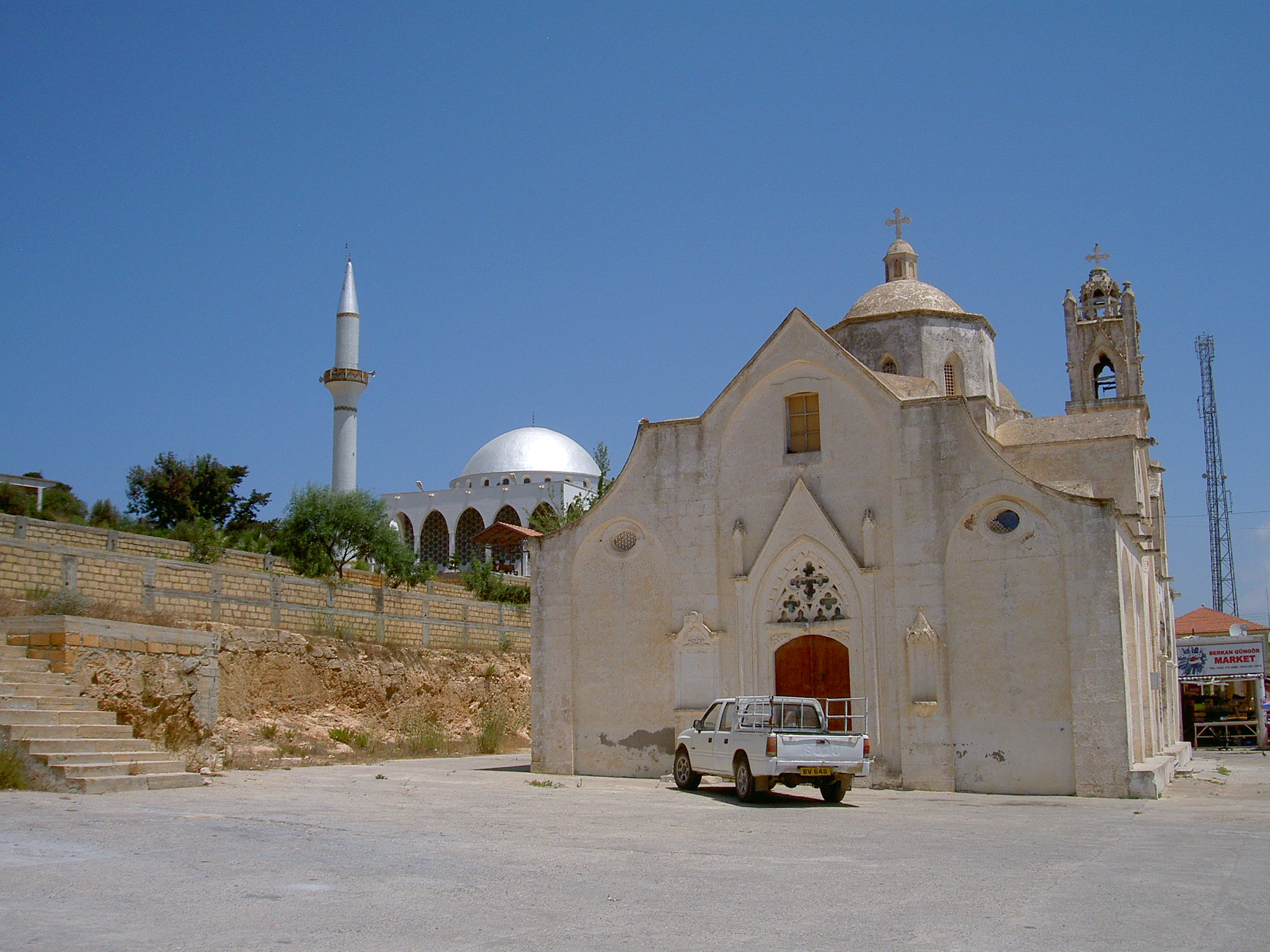
Православная церковь в Ризкокарпасо, где в 2011 году произошёл инцидент с прерывание богослужения представителями турецких властей.

27 января 2011 года 68 представителей в Парламентской Ассамблее Совета Европы, в письменной декларации №. 467 осудили случай прерывания рождественского богослужения в северной части Кипра, оккупированного турецкими войсками, и ограничение права на свободу религии и вероисповедания. В декларации было отмечено, что солдаты турецкой армии вынудили священника, проводившего службу в Ризокарпасо, снять свои облачения и приказали всем покинуть церковь, нарушив тем самым Европейскую конвенцию о правах человека. 

### Свобода слова и прессы
6 июля 1996 года Комитет по защите журналистов сообщил, что Кутлу Адалы, журналист газеты «Ени дюзен», был застрелен возле своего дома. Он подвергал критике иммиграционную политику своего правительства. Жена Адалы обратилась в ЕСПЧ после того, как власти Северного Кипра продемонстрировали свою неспособность провести эффективное расследование. 
В докладе Государственного департамента США в 2002 году говорилось, что свобода слова и прессы в целом соблюдалась на Северном Кипре и в стране были оппозиционные газеты, которые часто критиковали правительство. 
Всемирный индекс свободы прессы за 2010 год поместил Кипр и Северный Кипр на 45 и 61 место, соответственно. Кроме того, в 2010 году Государственный департамент США сообщил, что свобода прессы снова в целом соблюдалась, в Интернете не было никаких ограничений и независимые СМИ были активными и выражали широкий спектр мнений без каких-либо ограничений. 
В апреле 2011 года Международный институт безопасности новостей сообщил, что Мутлу Эсендемир, редактор новостей турецко-кипрского телеканала Kanal T и репортёр турецкоязычной газеты Kıbrıs были ранены в результате взрыва бомбы в автомомбиле. Эсендемир был убежден, что нападение было связано с его статьями, касающимися вопросов градостроительства в Кирении. Президент журналистской ассоциации Basin Sen Кемаль Дарбаз заявил, что нападения на журналистов стали более распространёнными. 

## Права

### Право на образование
В течение 2004/5 учебного года для нужд общины киприотов-греков в Ризокарпасо была открыта гимназия, дополняющая единственную начальную школу для греков на Северном Кипре. Это была первая общеобразовательная школа для общины греков, которая стала осуществлять свою работу после вторжения турок Кипра в 1974 году. 
В 2008 году кипрская газета Financial Mirror сообщила, что правительство Северного Кипра не позволило школьным учителям вернуться в начальную школу в Ризокарпасо. 
В 2010 году Государственный департамент США сообщил, что не было зарегистрировано ни одного случая дискриминации, основанной на доступе к образованию. 

### Права ЛГБТ
Половой акт между взрослыми женщинами по обоюдному согласию является законным на Северном Кипре. Мужская гомосексуальность была криминализирована на севере Кипра до января 2014 года, в то время как антигомосексуальное законодательство, ранее действовавшее в Республике Кипр, было отменено после решения Европейского суда по правам человека в 1993 году. 
27 января 2014 года на Северном Кипре был отменён закон колониальной эпохи, предусматривавший наказание за совершение гомосексуального полового акта лишение свободы на срок до пяти лет. Северный Кипр стал последней территорий в Европе, которая декриминализовала сексуальные отношения между взрослыми мужчинами по обоюдному согласию. В ответ на голосование в парламенте Пауло Корте-Реал из Международной ассоциации по защите прав лесбиянок, геев, бисексуалов, трансов и интерсексуалов заявил, что организация приветствует голосование и наконец может назвать Европу континентом, полностью свободным от законов, криминализирующих гомосексуальность.

### Права меньшинств
В 2008 году в Кирении была открыта синагога для небольшой еврейской общины на Северном Кипре, которая в основном состоит из бизнесменов-нерезидентов. Антисемитских нападений зафиксировано не было. 

### Права женщин
Закон Северного Кипра запрещает насилие в семье в соответствии с общим положением о насилии в Уголовном кодексе, хотя отдельный закон о противодействии бытовому насилию на Северном Кипре по-прежнему не принят В январе 2009 года Фонд по правам человека турок-киприотов отметил, что женщины фактически не имеют равных прав наряду с мужчинами, особенно находясь в браке. Патриархальное общество лишает женщин возможности пользоваться своими правами. В докладе Государственного департамента США в 2010 году указывалось, что, хотя власти эффективно занимаются преследованием в судебном порядке случаев изнасилований, насилие в отношении женщин является проблемой, и в стране нет негосударственных организаций, которые бы поддерживали жертв изнасилований.